# Rácz Károly (orvos)
Rácz Károly  (Budapest, 1950. október 29. – Budapest, 2017. február 13.) magyar belgyógyász, az Orvosi Hetilap szerkesztője.

## Életpályája
Iskolát teremtett a II. Sz. Belgyógyászati Klinikán, amely az ő  tevékenysége nyomán a magyarországi endokrinológiai-molekuláris genetikai kutatások vezető intézményévé vált.
2009 és 2015 között a Semmelweis Egyetem Doktori Tanácsának elnöke volt. 2013-től 2015-ig az Országos Doktori Tanács társelnökévé is megválasztották. PhD programjában több kiváló szakember végezte tanulmányait, akik közül 15 hallgató PhD fokozatot nyert.
Montreálban és Párizsban vezető tudományos műhelyekben végzett kutatómunkát. 
2005-től 2010-ig az Orvosi Hetilap főszerkesztő-helyettese, majd 2010-től az Orvosi Hetilap főszerkesztője volt. Elérte, hogy az Orvosi Hetilap 2015-től impakt faktort kapott. 

## Társadalmi szerepvállalása
- A Magyar Belgyógyász Társaság és a Magyar Endokrinológiai és Anyagcsere Társaság elnökeként a hazai belgyógyászati és endokrinológiai tudományos élet meghatározó személyisége volt.
- 2015-től az OTKA Klinikai Orvostudományok Zsűri elnöke volt.

## Művei
Több száz magyar és idegen nyelvű közlemény szerzője.

## Tudományos fokozatai
- Kandidátus (1987)
- az orvostudományok doktora  (1997)

## Díjai, elismerései
- Pro Sanitate-díj (2002)
- Batthyány-Strattman-díj (2010)
- Semmelweis-díj (2014)